# 조조 모예스
폴린 세라 조 모예스(Pauline Sara Jo Moyes, 1969년 8월 4일 ~ )는 잉글랜드의 소설가로, 간단히 조조 모예스(Jojo Moyes)로 잘 알려져있다. 로맨스 소설 협회가 주최하는 로맨스 소설 협회상에서 2004년에 《Foreign Fruit》으로, 2011년에 《더 라스트 레터》로 2회 수상하였다.

## 저서
- Sheltering Rain 또는 Return to Ireland (2002)
- Foreign Fruit 또는 Windfallen (2003)
- The Peacock Emporium (2004)
- The Ship of Brides (2005)
- 실버베이 (Silver Bay, 2007)
- Night Music (2008)
- 더 라스트 레터 (The Last Letter from Your Lover, 2008)
- 호스 댄서 (The Horse Dancer, 2009)
- 미 비포 유 시리즈
  - 미 비포 유 (2012)
  - 애프터 유 (After You, 2015)
  - 스틸 미 (Still Me, 2018)
  - Lockdown with Lou (2020)
- The Girl You Left Behind  시리즈
  - 허니문 인 파리 (Honeymoon in Paris, 2012)
  - 당신이 남겨두고 간 소녀 (The Girl You Left Behind, 2012)
- 원 플러스 원 (One Plus One, 2014)
- The Giver of Stars (2019)